# (1834) Palach
(1834) Palach ist ein Asteroid des äußeren Hauptgürtels, der am 22. August 1969 vom tschechischen Astronomen Luboš Kohoutek an der Sternwarte in Hamburg-Bergedorf (IAU-Code 029) in Hamburg entdeckt wurde.
Der Asteroid gehört zur Eos-Familie, einer Gruppe von Asteroiden, welche typischerweise große Halbachsen von 2,95 bis 3,1 AE aufweisen, nach innen begrenzt von der Kirkwoodlücke der 7:3-Resonanz mit Jupiter, sowie Bahnneigungen zwischen 8° und 12°. Die Gruppe ist nach dem Asteroiden (221) Eos benannt. Es wird vermutet, dass die Familie vor mehr als einer Milliarde Jahren durch eine Kollision entstanden ist.
(1834) Palach ist nach dem tschechischen Studenten Jan Palach (1948–1969) benannt, der sich aus Protest gegen die Besetzung der Tschechoslowakei am 16. Januar 1969 auf dem Wenzelsplatz in Prag selbst verbrannte.